# لانا کلیلند
لانا کللند (انگلیسی: Lana Clelland؛ زادهٔ ۲۶ ژانویهٔ ۱۹۹۳) بازیکن فوتبال اهل بریتانیا است.
وی همچنین در تیم‌های ملی فوتبال Scotland women's national under-17 football team, Scotland women's national under-19 football team، و زنان اسکاتلند بازی کرده‌است.